# Felipe Mesones Bayona
Felipe Mesones (Piura, 8 de octubre de 1994) es un futbolista peruano que se desempeña como lateral izquierdo en Juventud Cautivo de la Liga 3 de Perú.

## Trayectoria

### Atlético Grau
Mesones jugó en el Deportivo UNP de su natal Piura como lateral izquierdo y como volante. En 2017 fue el capitán de este equipo, saliendo subcampeón de la liga distrital de fútbol de Piura, campeón de la etapa provincial de Piura y disputando también la etapa departamental de la Copa Perú 2017, quedando fuera de la etapa nacional. 
A mediados de agosto de 2017, empezó a entrenar como invitado en el Atlético Grau y a inicios de septiembre fue inscrito como refuerzo para afrontar la etapa nacional de la Copa Perú. Debutó con los albos el día 17 de ese mismo mes en el triunfo por 2-4 sobre Deportivo Sachapuyos de Chachapoyas por la segunda fecha de la fase regular. Mesones disputó un total de 5 encuentros y Grau llegó al cuadrangular final sin embargo pese a hacer 7 puntos, no ascendió a la primera división por diferencia de goles, ventaja que permitió a Deportivo Binacional lograr el cupo para el Campeonato Descentralizado 2018.
Para afrontar la Segunda División Peruana 2018, Mesones permaneció en el plantel y desde el arranque del torneo fue el lateral izquierdo titular marcando su primer gol el 29 de abril de 2018 en el triunfo por 5-1 frente a Sport Victoria. Mesones realizó una gran campaña pese a que Grau no logró el ascenso, marcando un total de 13 goles y dando 4 asistencias en 27 partidos durante el 2018, lo cual lo convirtió en el cuarto máximo anotador del torneo pese a ser defensa. Esto le permitió ser incluido en el once ideal del certamen según la ADFP.

### Deportivo Binacional
El 5 de enero de 2019, Mesones fichó por el Deportivo Binacional, que disputaba su segunda temporada consecutiva en la primera división ahora denominada Liga 1. Hizo su debut el 7 de abril como titular frente a Pirata FC, que dejó como saldo victoria por 1-2 a favor de Binacional. Vio poca acción de juego al ser Jeickson Reyes el lateral izquierdo titular pero fue parte del equipo que salió campeón del torneo por primera vez en su historia.
En el 2022 desciende con el Carlos Stein, al quedar último puesto en la tabla acumulada.

## Vida personal
Además de dedicarse al fútbol, ha llevado estudios de odontología. Tuvo una relación amorosa con la dra Fresia Medina Cherres entre los años 2014 a 2018

## Clubes y estadísticas
Actualizado el 7 de noviembre de 2021.
| Club                        | Temporada        | Div              | Liga     | Liga  | Copas nacionales | Copas nacionales | Copas internacionales | Copas internacionales | Total    | Total |
| Club                        | Temporada        | Div              | Partidos | Goles | Partidos         | Goles            | Partidos              | Goles                 | Partidos | Goles |
| --------------------------- | ---------------- | ---------------- | -------- | ----- | ---------------- | ---------------- | --------------------- | --------------------- | -------- | ----- |
| Atlético Grau · Perú        | 2017             | 3ª               | 5        | 0     | —                | —                | —                     | —                     | 5        | 0     |
| Atlético Grau · Perú        | 2018             | 2ª               | 27       | 13    | —                | —                | —                     | —                     | 27       | 13    |
| Atlético Grau · Perú        | Total club       | Total club       | 32       | 13    | 0                | 0                | 0                     | 0                     | 32       | 13    |
| Deportivo Binacional · Perú | 2019             | 1ª               | 3        | 0     | 0                | 0                | 0                     | 0                     | 3        | 0     |
| Deportivo Binacional · Perú | 2020             | 1ª               | 13       | 2     | —                | —                | 1                     | 0                     | 14       | 2     |
| Deportivo Binacional · Perú | 2021             | 1ª               | 16       | 0     | 0                | 0                | —                     | —                     | 16       | 0     |
| Deportivo Binacional · Perú | Total club       | Total club       | 32       | 2     | 0                | 0                | 1                     | 0                     | 33       | 2     |
| Total en carrera            | Total en carrera | Total en carrera | 64       | 15    | 0                | 0                | 1                     | 0                     | 65       | 15    |

## Palmarés

### Campeonatos nacionales
- 1 Primera División del Perú: 2019
- 1 Subcampeonato Copa Perú: 2017

### Torneos cortos
- 1 Torneo Apertura de la Primera División del Perú: 2019

### Campeonatos regionales
- 1 Etapa provincial de Piura: 2017
- 1 Subcampeonato Liga Distrital de Piura: 2017

### Distinciones individuales
- Incluido en el equipo ideal de la Segunda División del Perú según la ADFP: 2018[1]